# Sarosa connotata
Sarosa connotata là một loài bướm đêm thuộc phân họ Arctiinae, họ Erebidae.